# Артвін
Артвін (тур. Artvin, вірм. Արդվին, груз. ართვინი) — місто та район у Північно-Східній Туреччині, що розташоване на річці Чорох, недалеко від кордону з Грузією. Артвін — центр однойменного ілу (провінції) Туреччини. Населення — 23 157 (2000, перепис).

## Історія
Місто Артвін, як і велика частина Закавказзя, було захоплене Османською імперією у першій половині XVII століття.
За результатами російської-турецької війни 1877–1878 Артвін відійшов до Російської імперії.
Після Брест-Литовського мирного договору, укладеного у березні 1918 року більшовиками з Німеччиною та її союзниками, включаючи Туреччину, місто Артвін зайняли турецькі війська — він знову був приєднаний до Туреччини, але фактично на кілька місяців.
З кінця 1918 по березень 1921 місто перебувало під контролем Грузинської Демократичної Республіки.
У березні 1921 року у результаті Радянсько-грузинської війни у лютому-березні 1921 року й наступної — через деякий час після початку цієї війни — окупації частини території Грузинської Демократичної Республіки військами Туреччини, під керівництвом Казима Карабекіра, який скористався ситуацією, місто Артвін знову перейшло під контроль Туреччини.
Московський договір (1921) і Карсський договір 1921 року, укладені більшовицькою Росією з Туреччиною у кінці 1921 року, закріпили передачу цієї території до складу Туреччини.

## Міста-побратими
- Ахалцихе,  Грузія
- Батумі,  Грузія
- Касабланка,  Марокко